# Gilmore, Arkansas
Gilmore là một thành phố thuộc quận Crittenden, tiểu bang Arkansas, Hoa Kỳ. Năm 2010, dân số của thành phố này là 188 người.

## Dân số
- Dân số năm 2000: 292 người.
- Dân số năm 2010: 188 người.